# Proctophyllodes hipposideros
Proctophyllodes hipposideros är en spindeldjursart som beskrevs av Jean Gaud 1953. Proctophyllodes hipposideros ingår i släktet Proctophyllodes, och familjen Proctophyllodidae. Arten är reproducerande i Sverige.